# Ciccheddu Mannoni
Francesco Mannoni, noto Ciccheddu (Luogosanto, 1899 – Alghero, 1978), è stato un cantante italiano, cantadore della prima generazione, inventore della Corsicana.
Ciccheddu Mannoni esordisce all'età di 23 anni, nel 1922 a Tempio Pausania dove cantò con Candida Mara con alla chitarra Giovanni Tamponi. 
Negli anni sessanta Mannoni accompagnato da Adolfo Merella registrò diversi dischi per la casa discografica Nuraghe di Mario Cervo. Sempre in quegli anni fece parte del Quintetto di Aggius di Matteo Peru.

## Discografia
Nel 1966 Mannoni registrò Dilliriende, un componimento poetico di genere amoroso in sardo logudorese, pubblicato da Mario Cervo con il titolo Boghes antigas de Nuoro (in italiano: Voci antiche di Nuoro) e riedito in una raccolta composta di 4 CD nel 2005 a cura di Paolo Angeli per l'Istituto superiore regionale etnografico (ISRE).